# Un día (microespacio)
Un día fue un microespacio educativo que se emitió desde 1986 hasta 1993 en Canal 13.

## Desarrollo
El espacio era de escasos minutos al aire, y era relatado por los locutores del canal. Allí se relataban los hechos más importantes de la historia reciente del mundo, y que habían ocurrido en aquel día.
- Datos: Q6155493